# Pamětní odznak SOPVP 1939–1945

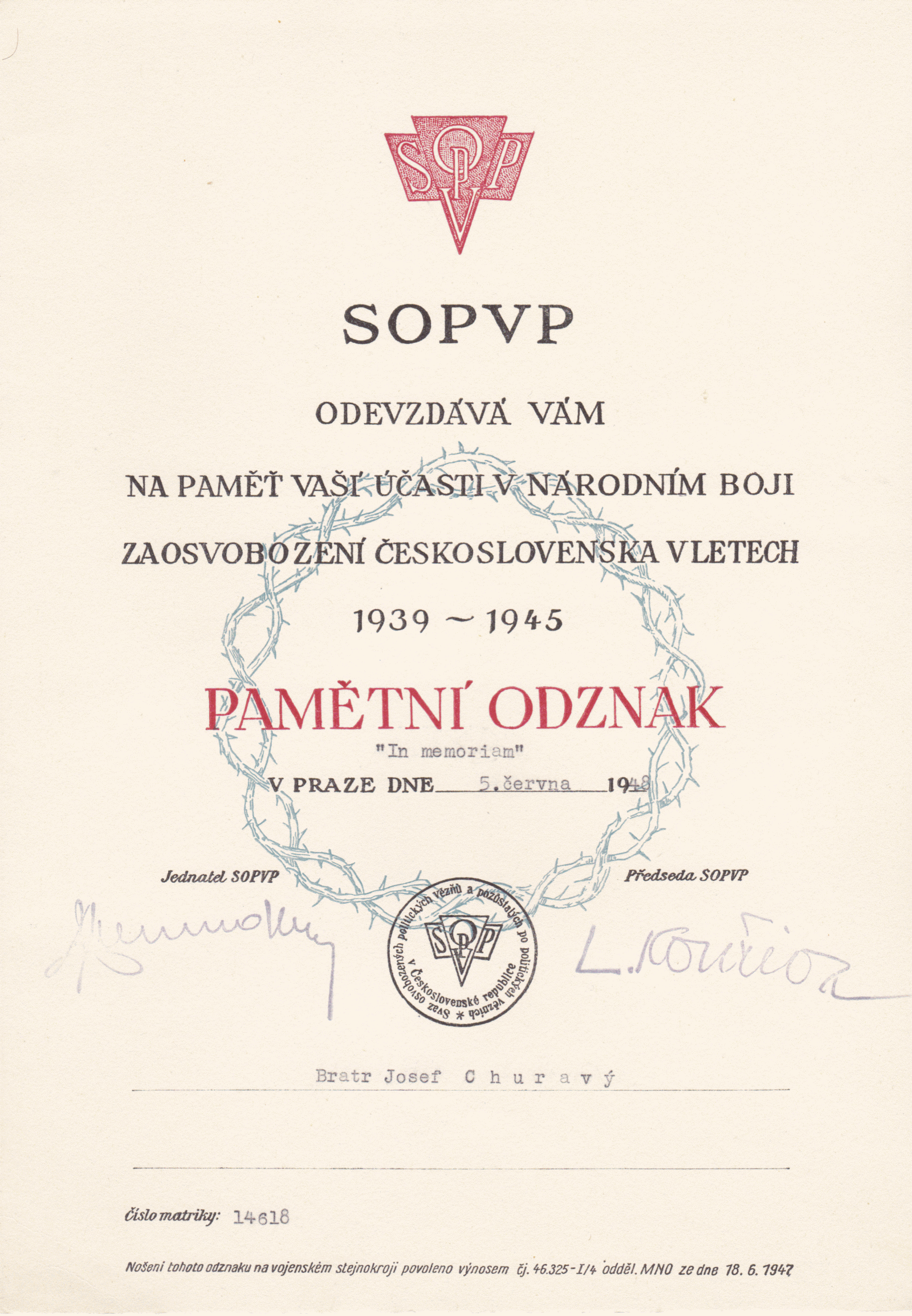
Dekret k Pamětnímu odznaku SOPVP 1939–1945

Pamětní odznak SOPVP 1939–1945 (Pamětní odznak Svazu osvobozených politických vězňů  a pozůstalých po obětech nacismu 1939–1945) je vyznamenání ve tvaru kříže. Jeho vznik se datuje do roku 1946, kdy bylo poprvé založeno a vyrobeno jako upomínka na těžká léta věznění v německých koncentračních táborech a věznicích. Vyznamenání sice zprvu nebylo státním oficiálně uznávaným křížem ani dekorací, ale již začátkem roku 1947 bylo legalizováno výnosem Ministerstva národní obrany. Jeho nošení na vojenském stejnokroji bylo povoleno výnosem čj. 46.325-I/4 odděl. MNO ze dne 18. června 1947. Pamětních odznaků tohoto typu bylo uděleno více než sedmdesát tisíc kusů. Ke každému Pamětnímu odznaku SOPVP patřila i listina (dekret) s uvedením jména vyznamenané osoby.

## Popis
Pamětní odznak SOPVP 1939-1945 je zhotoven z bronzového materiálu (o průměru 38 mm) s tloušťkou 2 mm. Je koncipován do tvaru kříže. Každé rameno kříže je na svém konci symetricky rozekláno do dvou hrotů. Ty spolu svírají tupé úhly a jejich vrcholy jsou vzdáleny 20 mm. Okraje osmihrotého kříže jsou po obvodě z lícové i rubové strany mírně zvýšeny a vytvářejí tak přirozenou tenkou oboustrannou obrubu. Střední část lícové strany odznaku je vyplněna kruhovým medailonem. Po obvodě tohoto medailonu je trnový věnec, v jeho středu se pak nachází malý státní znak. Rubová strana odznaku má ve svém středu rovnoramenný trojúhelník o výšce 17 mm směřující svým vrcholem dolů (znak Svazu politických vězňů). Trojúhelník je položen na lichoběžníku o rozměrech 17 x 8 mm. Na ploše lichoběžníku je v jeho pravé části umístěno velké písmeno "S", v jeho levé části pak velké písmeno "P". Na ploše trojúhelníku se nacházejí vzájemně vertikálně propojená písmena „OPV“ (celkově všechna písmena tvoří zkratku SOPVP = Svaz osvobozených politických vězňů Praha). Na levém vodorovném rameni kříže je vertikálně letopočet "1939", na pravém vodorovném rameni kříže pak rovněž vertikálně letopočet "1945".